# زن ونیزی
زن ونیزی (ایتالیایی: La venexiana) یک فیلم اروتیک ایتالیایی به کارگردانی مائورو بولونینی است که در سال ۱۹۸۶ منتشر شد. این فیلم بر پایهٔ نمایشنامه‌ای قدیمی متعلق به قرن شانزدهم میلادی ساخته شد.

## گزیدهٔ بازیگران
- لائورا آنتونلی
- مونیکا گوئریتوره
- جیسون کانری
- کلاودیو آمندولا
- آنی بل
- کللیا روندینلا